# Es Antigors
 (août 2023).
Es Antigors, ou selon son nom complet le village talayotique d'Es Antigors est un site archéologique situé dans la municipalité de Ses Salines sur l'île de Majorque dans l'archipel des Baléares en Espagne. Le village, daté de l'âge du fer, appartient à la culture talayotique. 

## Historique
Le site a été fouillé dans les années 1920 par Josep Colominas i Roca  de l'Institut d'Estudis Catalans, mais les résultats de la fouille n'ont pas été publié.[réf. nécessaire]
Le site a été déclaré bien d'intérêt culturel en 1966 sous le numéro d'enregistrement RI-51-0002683.

## Description
Le site comporte deux talayots, un troisième a été détruit lors des fouilles dans les années 1920.
Le talayot situé au sud-ouest du village est le mieux conservé, il est surnommé « Joana ». Il est de forme circulaire et mesure environ quatre mètres de hauteur. On accède à la salle intérieure par une porte à linteau. Seule la pierre la plus basse de l'ancienne colonne centrale est demeurée en place. A l'intérieur de la pièce, on a trouvé une pointe de lance en bronze et, dans une couche de cendres, quelques restes humains carbonisés, correspondant peut-être à une crémation rituelle.
Le mur d'enceinte du village originel était de forme ovale. Il n'en reste plus aujourd'hui que des ruines car il a été utilisé comme carrière et a été en partie recouvert avec des pierres plus petites. D'autres petites pierres issues des ruines du village ont été regroupées sous forme de cairns lors des fouilles. Plusieurs bâtiments du site ont été remblayés après fouille et leur architecture n'est plus visible, comme l'enceinte à taula ,dont il ne subsiste que quelques vestiges des murs, et le talayot nord-est, tous deux désormais complètement comblés avec de la terre.
Dans l'enceinte à taula, les fouilleurs ont trouvé des urnes en grès d'origine locale.